# Vîșpil, Cerneahiv
Vîșpil (în ucraineană Вишпіль) este un sat în comuna Zorokiv din raionul Cerneahiv, regiunea Jîtomîr, Ucraina.

## Demografie
Componența lingvistică a localității Vîșpil
     Ucraineană (98,05%)
     Rusă (1,71%)
Conform recensământului din 2001, majoritatea populației localității Vîșpil era vorbitoare de ucraineană (98,05%), existând în minoritate și vorbitori de rusă (1,71%).